# Sant'Angelo in Colle
Sant'Angelo in Colle è una frazione del comune italiano di Montalcino, nella provincia di Siena, in Toscana.

## Geografia fisica
Il centro sorge su una collina situata nelle vicinanze della confluenza dei fiumi Orcia e Ombrone, a circa 8 km da Montalcino e 52 km da Siena.

## Storia
Non esistono notizie certe sulla nascita del paese, nonostante alcune fonti riferiscano che già esistesse nel 715: in quell'anno, a seguito di una lite tra il vescovo di Arezzo Puperziano e quello di Siena Adeodato, uno dei testimoni riporta che la Diocesi di Arezzo si estende fino in Sancto Angelo Abollensis, nome nel quale si coglie un riferimento all'antica denominazione del paese. Tuttavia, la prima menzione certa è del 5 dicembre 1208, in una pergamena dell'ospedale di Santa Maria della Scala di Siena.
Nel mese di dicembre 1225, i Conti dell'allora castello di Sant'Angelo in Colle giurano fedeltà alla Repubblica di Siena, che si serviva di tali castelli come difesa contro eventuali attacchi. Nel 1281, il paese cadde nelle mani di Armaleo e Gualchino, ribellatisi al dominio senese; le truppe inviate dalla Repubblica riuscirono a riconquistarlo, ordinandone però la distruzione delle mura come "punizione per aver accettato nel castello i nemici". La Repubblica senese si pentì tuttavia di questo gesto, ordinando l'anno successivo la ricostruzione delle mura con l'aggiunta di un cassero completato nel 1286 e da allora noto come "Palazzaccio".
Dal 1304, anno in cui la Repubblica di Siena ritirò le guarnigioni da numerose rocche per problemi economici, si perdono le tracce dell'evoluzione del paese, nonostante sia riportato che il paese, in questo periodo, fosse usato come stazione di transumanza dal Casentino alla Maremma.. Nel 1462 entra a far parte della diocesi di Montalcino e Pienza, istituita in quell'anno da Pio II. Tra il 1555 e il 1559 Sant'Angelo entra nella Repubblica di Siena riparata in Montalcino, rimanendo poi comune sino al 1777 quando, a seguito di una riforma, diviene frazione del comune di Montalcino.

### Simboli
Prima di essere assorbito da Montalcino, il Comune di Sant'Angelo in Colle aveva uno stemma proprio con la figura di un angelo tenente una piccola bandiera e una spada.

## Monumenti e luoghi d'interesse
- Pieve di San Michele Arcangelo
- Chiesa della Madonna della Misericordia
- Chiesa di San Pietro
- Il Palazzaccio, antica torre di avvistamento

## Economia
L'economia del piccolo paese è basata soprattutto sull'agricoltura: è infatti questa la zona in cui si concentra la produzione del Brunello di Montalcino. Per questo motivo, le campagne circostanti accolgono diverse aziende vitivinicole.